# Под опсадом
Под опсадом (енгл. Under Siege) је амерички акциони трилер филм из 1992. године режисера Ендруа Дејвиса, са Стивеном Сигалом, Ериком Еленијак, Гаријем Бјусијем и Томијем Ли Џоунсом у главним улогама. Радња филма прати Кејсија Рајбека, бившег специјалца, који мора да заустави групу плаћеника на челу са Вилијамом Страниксом, CIA-иним оперативцем који је преузео команду над бојним бродом Америчке морнарице, Мисури.
Премијерно је објављен у бископима САД 9. октобра 1992. године, а са укупном зарадом која је процењена на 156.5 милиона $, представља апсолутни комерцијални успех. Филм је такође и у погледу критика био јако успешан, добио је углавном позитивне оцене публике и критичара, а био је номинован за 2 Оскара и то у категоријама: најбољег миксовања звука и најбоље монтаже звука. Под опсадом се често сматра најбољим Сигаловим филмом до данас, а 1995. добио је и наставак под насловом Под опсадом 2: Мрачна територија, који је добио нешто лошије критике у односу на овај филм.

## Радња
Посада једног од највећих ратних бродова на свету, Мисури, организује забаву поводом рођендана главног капетана Адамса. Међутим, убрзо се испоставља да чланове бенда чини група плаћеника предвођених CIA-иним оперативцем, Вилијамом Страниксом, који уз помоћ бродског официра Крила, успевају да преузму контролу над бродом. Једини човек који им се може супротставити је приватни кувар капетана Адамса, заправо бивши припадник елитне формације Маринског корпуса САД, Морнаричких фоки, Кејси Рајбек. Рајбек, неочекивану помоћ у томе добија у виду стриптизете Џордан Тејт...

## Улоге
| Глумац         | Улога                 |
| -------------- | --------------------- |
| Стивен Сигал   | Кејси Рајбек          |
| Ерика Еленијак | Џордан Тејт           |
| Гари Бјуси     | капетан фрегате Крил  |
| Томи Ли Џоунс  | Вилијам Страникс      |
| Енди Романо    | адмирал Бејтс         |
| Колм Мини      | Даумер                |
| Патрик О’Нил   | капетан Адамс         |
| Дејл Дај       | капетан Ник Гарза     |
| Ник Манкусо    | Том Брејкер           |
| Дејмијан Чапа  | Такман                |
| Томас Милс Вуд | редов Неш             |
| Трој Еванс     | Грејнџер              |
| Денис Липскомб | Трентон               |
| Берни Кејси    | капетан фрегате Харис |
| Глен Моршауер  | подофицир Тејлор      |
| Рејмонд Круз   | Рамирез               |
| Ричард Џоунс   | др. Пит               |
| Џорџ Чунг      | командос              |
| Кејн Ходер     | командос              |